# The Country Flapper

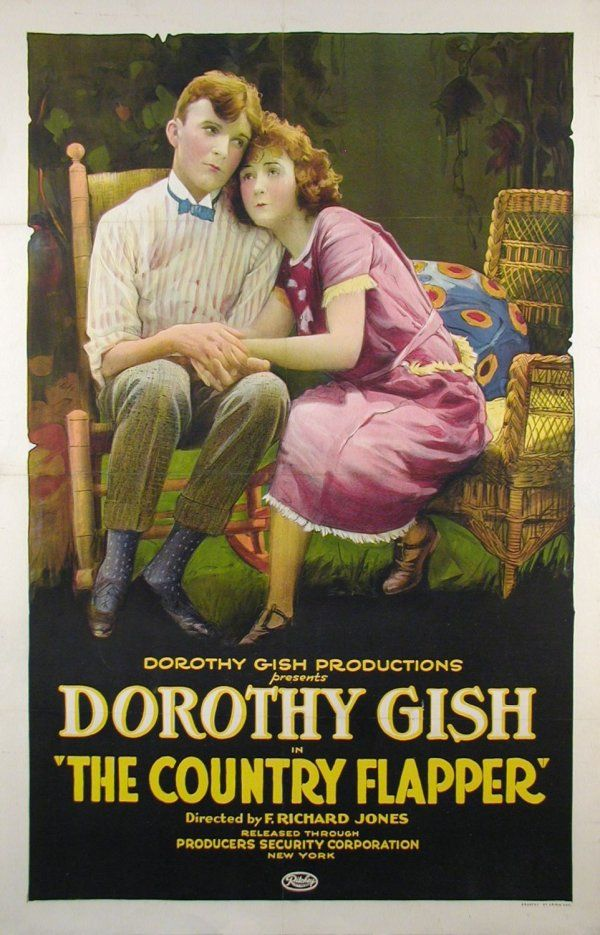
Poster du film "Country Flapper" de 1922.

The Country Flapper est un film muet américain réalisé par F. Richard Jones et sorti en 1922.

## Fiche technique
- Réalisation : F. Richard Jones
- Scénario : Harry Carr, Joseph Farnham
- Chef-opérateur : Fred Chaston
- Montage : Joseph Farnham
- Durée : 50 minutes
- Date de sortie :
  - États-Unis : 29 juillet 1922

## Distribution
- Dorothy Gish : Jolanda Whiple
- Glenn Hunter : Nathaniel Huggins
- Tom Douglas : Lemuell Philpotts
- Raymond Hackett : Shipp Jumpp
- Albert Hackett : Hopp Jumpp
- Kathleen Collins : la sœur de Jolanda
- Mildred Marsh : Marguerite
- Harlan Knight : Ezra Huggins